# Венді Фрідман
Венді Фрідман (англ. Wendy Laurel Freedman; народилась 17 липня 1957 року, Торонто) — канадсько-американська астрономка та спеціалістка зі спостережної космології, найбільш відома своєю роботою з вимірювання постійної Хаббла. З 2003 року очолює Обсерваторії інституту Карнегі в Пасадені (Каліфорнія), член Національної АН США (2003) і Американського філософського товариства (2007).

## Біографія
Народилася в сім'ї психіатра і піаністки.
У Торонтському університеті отримала ступінь бакалавра з астрономії та астрофізики (1979), магістрка (1980) і докторки філософії з астрономії та астрофізики (1984). 
У 1984 році як стипендіатка Карнегі, Фрідман поступила в Обсерваторію інституту Карнегі в Пасадені (Каліфорнія), в 1987 році була зарахована в штат і очолила їх в 2003 році, ставши директоркою.
Член Американської академії мистецтв і наук (2001), фелло Американського фізичного товариства.
Одружена з астрономом Баррі Мадором, також випускником Торонтського університету, у них двоє дітей.

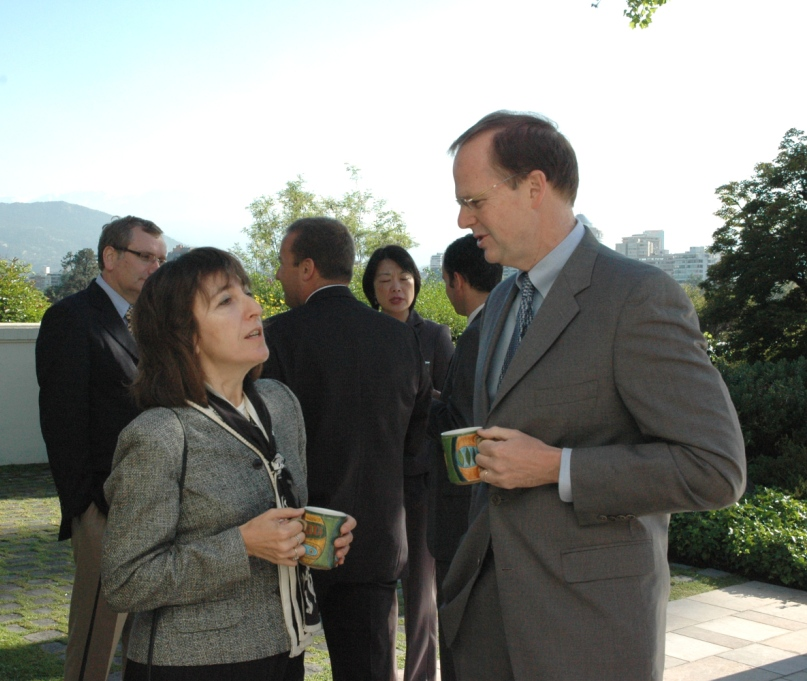
Венді Фрідман

## Нагороди та відзнаки
- Marc Aaronson Memorial Lectureship  (1994)
- Centennial Lecturer Американського фізичного товариства (1999)
- John P. McGovern Award (наука), Cosmos Club Foundation (2000)
- Магелланівська премія від Американського філософського товариства (2002)
- Премія Грубера з космології (2009)
- Почесний доктор альма-матер (2013)[8]
- Призова лекція Петрі, Канадське астрономічне товариство (2015)
- Премія Денні Гайнемана в області астрофізики Американського інституту фізики (2016)

У 2007 році на її честь названий астероїд (107638) Вендіфрідман (Wendyfreedman).